# Karin Emken
Karin Emken (* 3. Januar 1966 in Esens) ist eine deutsche Politikerin (SPD). Sie ist seit 2015 ehrenamtliche Bürgermeisterin von Esens und seit 2022 direkt gewähltes Mitglied des Niedersächsischen Landtages.

## Leben und Politik
Karin Emken wuchs in Esens auf. Nach dem Abitur absolvierte sie in Münster eine Ausbildung zur Physiotherapeutin und arbeitete in Bensersiel bevor sie als Gartenplanerin zu einem Esenser Architekturbüro wechselte.
Seit 2006 ist sie Mitglied der Räte der Stadt Esens und der Samtgemeinde Esens. Sie ist dort ehrenamtliche Bürgermeisterin (seit 2015) bzw. stellvertretende Samtgemeindebürgermeisterin (seit 2006). In den Rollen ist sie auch Vorsitzende des Aufsichtsrates der Esens-Bensersiel Tourismus GmbH. Seit 2016 ist sie zusätzlich Mitglied und Vorsitzende des Kreistages Wittmund. Von 2022 bis 2024 war sie Co-Vorsitzende des SPD-Kreisverbandes Wittmund.
Emken kandidierte für die SPD bei der niedersächsischen Landtagswahl 2022 und gewann mit 38,5 % der Stimmen das Direktmandat für den Wahlkreis Wittmund/Inseln. Damit ist sie seit dem 8. November 2022 Mitglied des 19. Niedersächsischen Landtages. Sie sitzt im Ausschuss für Soziales, Arbeit, Gesundheit und Gleichstellung und im Unterausschuss Tourismus und ist Sprecherin für Frauenpolitik.